# Allen Chastanet

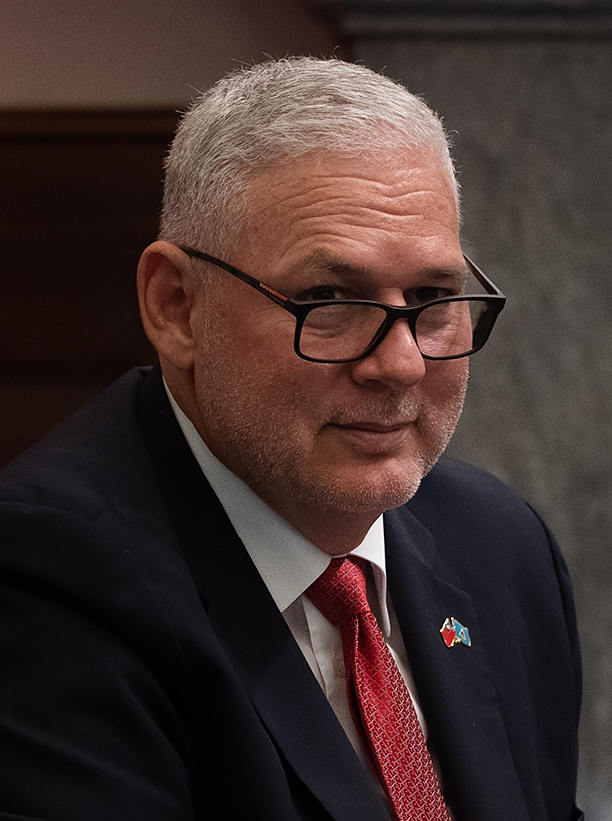
Allen Chastanet (2018)

Allen Chastanet (* 1961 oder 1962) ist ein Politiker aus St. Lucia.

## Leben
Chastanet besuchte das Stanstead College. Er studierte an der Bishop’s University und an der American University. Chastanet war für das Unternehmen Air Jamaica und Coco Palm Hotel tätig. Als Minister für Tourismus war er unter Premierminister John Compton tätig. Von 2016 bis 2021 war er als Nachfolger von Kenneth Anthony Premierminister von St. Lucia. Er ist mit Raquel DuBoulay-Chastanet verheiratet und hat drei Kinder.